# Navānsar
Navānsar (persiska: نواسر, نوانسر, Navāsar) är en ort i Iran.   Den ligger i provinsen Östazarbaijan, i den nordvästra delen av landet, 500 km nordväst om huvudstaden Teheran. Navānsar ligger 963 meter över havet och antalet invånare är 466.
Terrängen runt Navānsar är huvudsakligen kuperad, men norrut är den bergig. Terrängen runt Navānsar sluttar österut. Runt Navānsar är det ganska glesbefolkat, med 27 invånare per kvadratkilometer. Närmaste större samhälle är Hūrānd, 17,7 km norr om Navānsar. Trakten runt Navānsar består i huvudsak av gräsmarker.